# 博登敦 (新澤西州)
博登敦（英語：Bordentown）是一個位於美國新澤西州伯靈頓縣的城市。

## 人口
根據2020年美國人口普查的數據，博登敦的面積為2.52平方千米，當中陸地面積為2.42平方千米，而水域面積為0.10平方千米。當地共有人口3993人，而人口密度為每平方千米1,585人。